# Take Me Home (canción de Phil Collins)
«Take Me Home» es la décima canción del tercer álbum de Phil Collins, "No Jacket Required". La canción fue lanzada como sencillo en el Reino Unido, en julio de 1985 y en los Estados Unidos en marzo de 1986. Logró algún éxito en el Reino Unido, alcanzando el puesto #19. No fue tan popular como otras canciones del disco, "Sussudio" y "One More Night" en los Estados Unidos, pero logró una máxima posición #7. El Extended Mix de Take Me Home, lanzado en formato 12", fue una de las seis canciones que se encontraban en el álbum de remixes de Phil "12"ers".

## Antecedentes
"Take Me Home" es considerada una de las canciones más conocidas de Collins, y ha sido interpretadas en todas las giras desde The No Jacket Required World Tour. La canción ha sido popular entre los aficionados y es muy popular en sus shows en vivo. Conceptos erróneos comunes sobre temas de la canción es que se trata de un hombre que regresa a casa, o que se trata de las manipulaciones psicológicas del gobierno totalitario de George Orwell, en la novela de 1984. Sin embargo, en realidad Collins ha declarado que la letra de la canción se refiere a un paciente en una institución mental, y que está muy basada en la novela One Flew Over the Cuckoo's Nest. Durante la grabación de "Long Long Way to Go", Collins pidió a Sting que formara parte de los coros de esta canción. La canción también cuenta con su compañero de la banda Génesis, Peter Gabriel, y Terry Helen en los coros.

## Video musical
El video musical cuenta con el canto de Collins en varios lugares alrededor del mundo, incluyendo Londres, Nueva York, Tokio, Chicago, Moscú, Sídney, París, San Luis (Misuri), Los Ángeles (Hollywood), San Francisco, y Memphis ( Graceland). Al final del vídeo, Collins llega a casa y escucha a una mujer desde el interior de la casa que le preguntaba dónde ha estado. Él responde diciendo que él ha estado en algunas de las ciudades antes mencionadas. La mujer responde: "Usted ha estado en el pub, ¿no?".

## Recepción
La recepción de la canción fue en su mayoría positiva. Jan DeKnock del Chicago Tribune, dijo que la canción era "hipnótica". Geoff Orens de Allmusic, dijo que la canción era una pista de Pick AMG, y que el "palpitante" de "Take Me Home" es utilizado en el drama de "In the Air Tonight" en una parte más melancólica. David Fricke de Rolling Stone dijo que en la canción había "la participación, el ritmo circular y la textura de una melódica lánguida". Marty Raccine del Houston Chronicle pensaba que "Take Me Home", fue una de las pocas canciones que "[rosa] por encima de la multitud [en el álbum]".
"Take me Home" es la canción que abre el concierto Music for Montserrat celebrado en el Royal Albert Hall de Londres el 15 de septiembre de 1997
"Take Me Home" apareció en el primer episodio de la segunda temporada de la popular serie basada en el crimen de Miami llamada Miami Vice, al igual que la primera canción de Collins "In the Air Tonight", apareció en el episodio de la temporada de apertura. La canción fue incluida en la banda sonora de Miami Vice II. La canción también fue el tema de cierre de la World Wrestling Federation, en un programa de televisión, Saturday Night's Main, a finales de 1980.
En 2003, el grupo de hip-hop Bone Thugs-n-Harmony basa su canción "Home" en este sencillo. Esta es una versión de la canción donde aparece el coro de la canción original, y alcanzó el número 19 en las listas del Reino Unido. El grupo viajó a Ginebra, Suiza con el fin de contar con Collins en el vídeo.

## Lista de pistas
Todas las canciones fueron escritas por Phil Collins, excepto cuando se indique.

### 7" Sencillo de vinilo
- UK: Virgin / VS777

| Side one |                       |          |  |
| N.º      | Título                | Duración |  |
| 1.       | «Take Me Home» (Edit) | 4:37     |  |

| Side two |                         |          |  |
| N.º      | Título                  | Duración |  |
| 1.       | «We Said Hello Goodbye» | 4:15     |  |

- US: Atlantic / 7-89472
- Germany: WEA / 258 830-7
- Japan: WEA / P2058

| Side one |                       |          |  |
| N.º      | Título                | Duración |  |
| 1.       | «Take Me Home» (Edit) | 4:37     |  |

| Side two |                            |         |                |          |  |
| N.º      | Título                     | Letras  | Música         | Duración |  |
| 1.       | «Only You Know and I Know» | Collins | Daryl Stuermer | 4:21     |  |

### 12" Sencillo de vinilo
- UK: Virgin / VS777-12
- UK: Virgin / VSM777-12 (limited edition, in gatefold picture sleeve with integral fold-out map and stills from the "Take Me Home" video)

| Side one |                               |          |  |
| N.º      | Título                        | Duración |  |
| 1.       | «Take Me Home» (Extended Mix) | 8:07     |  |

| Side two |                                |          |  |
| N.º      | Título                         | Duración |  |
| 1.       | «Take Me Home» (Album Version) | 5:52     |  |
| 2.       | «We Said Hello Goodbye»        | 4:15     |  |

### Sencillo en CD
- Japan: WEA International / WPCR-2066

| N.º | Título                  | Duración |  |
| 1.  | «Take Me Home» (Edit)   | 4:37     |  |
| 2.  | «We Said Hello Goodbye» | 4:15     |  |

## Ranking en las carteleras
| Lista (1985)                                 | Máxima posición |
| -------------------------------------------- | --------------- |
| Irish Singles Chart                          | 13              |
| UK Singles Chart                             | 19              |
| Lista (1986)                                 | Máxima posición |
| U.S. Billboard Hot 100                       | 7               |
| U.S. Billboard Hot Mainstream Rock Tracks    | 12              |
| U.S. Billboard Hot Adult Contemporary Tracks | 2               |

## Personal
- Phil Collins – voz principal y coros, piano eléctrico, Cajas de ritmos (Roland TR-909 y Roland TR-727) y batería electrónica
- Daryl Stuermer – guitarra eléctrica
- Leland Sklar – bajo
- Sting, Peter Gabriel, Helen Terry – coros